# María Isabel Sánchez-Mora
María Isabel Sánchez-Mora Molina (n. La Roda, Albacete, 1955) es una española licenciada en Filosofía y Letras y doctora en sociología. Es Vicerrectora de Estudiantes y Empleo en la Universidad de Murcia, y desde julio de 2015 consejera de Educación y Universidades de la Región de Murcia. Fue subdirectora, desde enero de 1994 a diciembre de 1999 y directora desde esa misma fecha hasta abril de 2001, de la Escuela Universitaria de Graduados Sociales. Desde esa fecha hasta abril de 2006, ostentó el cargo de decana de la Facultad de Ciencias del Trabajo. Posteriormente, y hasta mayo de 2014, fue vicerrectora de Estudiantes y Empleo, todo ello en la UMU.